# Klorofyll b

Absorptionsspektrum för klorofyll a och b.

Klorofyll b är en typ av klorofyll som bidrar i fotosyntesen genom att absorbera ljusenergi. Det är mera lösligt i polära lösningsmedel än klorofyll a på grund av sin karbonylgrupp. Dess färg är gulgrön och det absorberar huvudsakligen i blått.
Klorofyll b finns hos landväxter och grönalger och ingår huvudsakligen som ett ljussamlande "antennpigment" i fotosystem II, där det överlämnar infångad energi till klorofyll a. I skugg-adapterade blad, som har en större andel av fotosystem II i förhållande till fotosystem I finns det därför också mer klorofyll b i förhållande till klorofyll a. En ökad halt av klorofyll b hos skuggade blad ger ett bredare absorptionsområde, vilket möjliggör ett högre energiuttag ur ljuset.
| |  |
| Modeller av klorofyll b. Den långa kolvätesvansen fäster molekylen i kloroplastens tylakoidmembran. |  |